# すぷらっしゅ!
『すぷらっしゅ!』は、アトリエかぐやが2010年7月30日に発売したアダルトゲームである。アトリエかぐやのミドルプライス企画の第一作品である。2012年7月26日には、アイチェリーにて、DVD-PG化されて発売。

## あらすじ
トレーナーの教育実習生として海稜学園に赴任してきた熱血コーチ・和泉 快人は、ある日突然3人の女生徒から3人同時に告白され、『一週間以内に、早い者勝ちでコーチを自分のモノにする』という彼女たちの目的や手段を選ばない勝負に巻き込まれるハメとなる。

## 登場人物
和泉 快人(いずみ かいと)
物語の主人公。海稜大学の学生で、将来プロのスポーツトレーナーを目指すべく、その実地研修として海稜学園の水泳部の特別コーチとして赴任してきた。性格はいわゆる「スポ魂漫画に出てくる主人公」で、競泳には男女区別なく熱心に指導する。容姿は良い方だがその性格がアダとなり、今まで女性と付き合った事がない。
月城 七海(つきしろ ななみ)
声 - 中家志穂
海稜学園2年生。大人しく自己主張ができなく引っ込み思案な性格。平均年齢に比べ身体の発育が極めてよく、特に豊かな胸は男子生徒の目を集めるが、本人としては好気の目で見られ、水泳には邪魔なのもあり悩みの種。
快人は憧れの人でもあり、彼を目指して水泳を始め、そして彼と同じ海稜学園に通う理由にもなっている。嬉しい事にその憧れの快人がコーチとして赴任し、一緒に部活ができる今に幸せを感じていたが、やがてその想いを押さえつける事が出来ず、意を決して告白を決意する。
水瀬 鈴(みなせ りん)
声 - 沢代りず
海稜学園1年生で快人の幼馴染。活発な性格で、毎朝快人が起こしに家に訪れ、2階から飛び降りて現れるという日課を10年以上続けている。快人自身としては年下の友人としか見ていなかったが、彼女自身快人に想いを寄せており、しかし結果として逆表現な態度に出るという一種のツンデレ。
水泳部に所属しており、快人がコーチとして赴任し、七海やみなもをはじめとする女子部員のモーションを見ている内に気持ちを抑えられなくなり、告白を決意する。物語が始まる以前は、陸上選手だったようだが、なぜやめたのか、なぜ水泳に転向したのかは明白になっていないものの明白。
星野 みなも(ほしの みなも)
声 - 東かりん
海稜学園3年生で水泳部部長。落ち着いた雰囲気から誰からも頼られているが、おっとりとしすぎたスローテンポであまり威厳を感じない。身体の発育は七海と同レベルで、本人は自覚がないため時には「凶器」となる。唯一熱心に相談を聞いてくれる快人にやがて恋心が芽生え、意を決して告白を決意する。
如月 佳代(きさらぎ かよ)
海稜学園3年生で水泳部元部長。かつては有能な選手だったが、不慮の事故で肩を怪我してからは選手としての再起を諦め、部長の座をみなもに譲ってからは部員たち後期の指導にあたっている。みなもとは親友で、良き相談相手。他の部員達の相談相手でもあり、七海・鈴・みなもの悩みを聞き、今回の騒動を引き起こした。本人は冗談めかしてはいるが、意外と主人公には本気の気がある。

## スタッフ
- 原画：濱田麻里・M&M・1:02am(SDキャラ原画　choco chip)
- シナリオ：尾之上咲太、玉沢円、速水漣